# 5488 Kiyosato
Az 5488 Kiyosato (ideiglenes jelöléssel 1991 VK5) a Naprendszer kisbolygóövében található aszteroida. Otomo S. fedezte fel 1991. november 13-án.